# Ace Frehley (àlbum)
Ace Frehley és l'àlbum en directe de la banda Kiss.

## Llista de cançons
1. Rip It Out – 03:59
2. Speedin' Back to My Baby – 03:35
3. Snow Blind – 03:54
4. Ozone – 04:41
5. What's on Your Mind? – 03:26
6. New York Groove – 03:01
7. I'm in Need of Love – 04:36
8. Wiped-Out – 04:10
9. Fractured Mirror – 05:25